# 中間馴麗魚
中間馴麗魚，為輻鰭魚綱鱸形目隆頭魚亞目慈鯛科的其中一種，分布於中美洲墨西哥、貝里斯及瓜地馬拉Grijalva及Usumacinta河流域，體長可達20公分，棲息在河川中底層水域，生活習性不明。

## 擴展閱讀
維基物種上的相關：中間馴麗魚